# マリヤ・ギンブタス

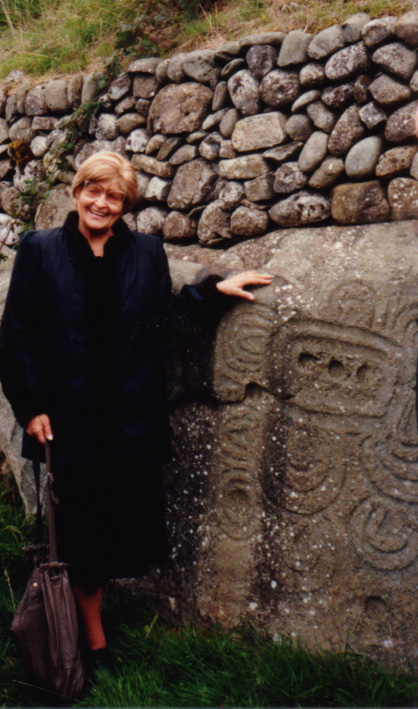
マリヤ・ギンブタス

マリヤ・ギンブタス（英: Marija Gimbutas, リトアニア語: Marija Gimbutienė, 1921年1月23日 - 1994年2月2日）は、リトアニア出身でアメリカ合衆国で活動した女性考古学者。
ヨーロッパの新石器時代・青銅器時代を専門として、考古学の成果を言語学や神話学とも絡めて解釈した。インド・ヨーロッパ語族に関する「クルガン仮説」を提唱して印欧学に強い影響を残し、ヨーロッパの新石器文化を指す「古ヨーロッパ」という用語を生んだ。また著書ではフェミニスト的立場から独特の解釈を行い、賛否両論を巻き起こした。
リトアニア語では彼女の姓は女性形のギンブティエネ (Gimbutienė) であるが、アメリカ移住後は夫に合わせて男性形のギンブタスを名乗っていた。

## 生涯
1921年、Marija Birutė Alseikaitė としてヴィリニュスに生まれた。ヴィリニュスはその後ポーランド領となったが、マリヤの母は子どもたちにリトアニアの大学に進学してほしいと考えていた。そのためマリヤは1931年8月31日、両親とともにリトアニア領カウナスに移住する。
1931年から1938年までカウナスのアウシュラ女子ギムナジウムで学ぶ。1938年、カウナスのヴィータウタス・マグヌス大学 (VDU) 人文学部に入学し民俗学、言語学、考古学を学んだ。1938年から1939年まで墓地での発掘調査にも参加した。
1941年に建築家のユルギス・ギンブタスと結婚した。第二次世界大戦中にはドイツに逃れ、1946年、テュービンゲン大学から古代リトアニアの埋葬儀礼の研究で博士号を受けた。1949年にはアメリカに移住し、ハーバード大学で考古学文献の翻訳に携わった後、人類学講師、さらに同大学ピーボディ考古学・民族学博物館の研究者となった。
1956年、南ロシアなどに見られるクルガン（墳丘墓）を原インド・ヨーロッパ語民族と結び付けるクルガン仮説を提唱し、1965年に Bronze Age Cultures of Central and Eastern Europe としてまとめた。1963年から1989年までカリフォルニア大学ロサンゼルス校の考古学教授を務める一方、1967年から1980年まで南東ヨーロッパで新石器時代の遺跡の発掘を指揮した。ヴィンチャ文化の多くの遺物から見つかる記号を彼女は文字であると考え、「古ヨーロッパ文字」の名を与えた。
さらに後年、The Goddesses and Gods of Old Europe（1974年、邦訳『古ヨーロッパの神々』鶴岡真弓訳、言叢社、1989年）、The Language of the Goddess（1989年）、The Civilization of the Goddess（1991年）の3つの著書で一般にも知られるようになった。ここで彼女は、古ヨーロッパの社会・文化は女神を崇拝する母系的なものであったが、青銅器時代に父権的なインド・ヨーロッパ語族文化により征服された、と考えた。彼女の考えによれば、古ヨーロッパは平和であったが、インド・ヨーロッパ系のクルガン人は父権的戦士階級制度を押し付けた、ということになる。ただし、女神崇拝は疑問視されており、古ヨーロッパも決して平和な社会ではなかったとの指摘など、彼女の主張に対しては批判も多い。
1993年1月27日、ヴィータウタス・マグヌス大学 (VDU) から名誉博士号が授与された。
1994年、ロサンゼルスで死去し、カウナスの墓地に葬られた。